# Yaghibasan
Malik Yaghibasan fou malik danishmendita de Sivas. Era germà de Malik Muhammad.
Muhammad va morir el 1142 a Cesarea (Kayseri). Yaghibasan governador de Sivas (Sebaste) es va proclamar malik, en perjudici del seu nebot Dhu l-Nun, fill de Muhammad. Yaghibasan es va casar amb la vídua de Muhammad i va usurpar el poder. Dhu l-Nun va aconseguir el poder a Kayseri, i Ayn al-Din, germà de Yaghibasan, va dominar Elbistan i després (1143) Malatya. L'existència de tres branques va permetre als sultans seljúcides de Konya jugar amb les aliances.
Yaghibasan va fer la guerra contra el seu sogre Masud I i després contra el seu cunyat Kilidj Arslan II. El 1155, el sultà seljúcida de Rum Kilidj Arslan II va atacar a Yaghibasan. El 1158 l'emperador romà d'Orient Manuel I Comnè, inicialment aliat dels seljúcides de Rum (per contrarestar les incursions danixmendites a territori romà d'Orient), es va aliar a Yaghibasan contra Rum. Manel va imposar la seva sobirania Dhu l-Nun de Kayseri, i a l'any següent (1159) es va iniciar la guerra entre romans d'Orient i Kilidj Arslan II. El segrest per Yaghibasan de la promesa de Kilidj Arslan, filla de l'emir saltúquida (o saltúkida) d'Erzurum, la qual fou casada a Dhu l-Nun, va encendre també la guerra entre els danixmendites i els seljúcides de Rum.
Finalment Yaghibasan va morir el 1164, i es van iniciar noves lluites successòries de les que Kilidj Arslan II es va aprofitar.